# 1088年叛乱
1088年叛乱发生于征服者威廉死后，涉及到他的两个儿子威廉·鲁夫斯和罗贝尔·柯索斯之间对英格兰王国和诺曼底公国领土的划分。从1088年复活节前后开始，敌对行动持续了约3至6个月。

## 背景
1087年，威廉临终之时希望通过决定他的儿子们如何继承他原有的诺曼底和新近征服的英格兰，来延续他庞大的专制统治。威廉的长子罗贝尔成为诺曼底公爵，次子威廉·鲁夫斯成为英格兰国王。之后威廉就去世了。然而，对于在诺曼底和英格兰同时拥有土地的贵族和男爵，出现了一个对谁效忠的困难情形。编年史家奥尔德里克·维塔利斯对这些诺曼巨头的记载： 
我们要做什么？现在我们的国王死了，两个年轻人继承并猛然划分了英国和诺曼底的领地。我们如何能适当的效忠两位如此不同且疏远的统治者？如果我们效忠诺曼底公爵罗贝尔，我们将会得罪他的兄弟威廉，将会被他剥夺我们在英格兰的庞大收入和地产。另一方面，如果我们服从威廉国王，罗贝尔公爵将会剥夺我们在诺曼底继承的所有领地。
他们决定联合起来除掉年轻的国王威廉·鲁夫斯，并将诺曼底和英格兰在一个国王，即罗贝尔公爵的统治下联合起来。叛乱者由征服者威廉同母异父的兄弟巴约的厄德和莫尔坦伯爵罗贝尔领导，两人中厄德更加强大并且是这场密谋的幕后领导。
叛乱者由英格兰最有实力的贵族们组成：在末日审判书中十个最大贵族领主，六个被认为在叛乱者之列。他们分布在各个地区，从厄德控制的肯特，到罗贝尔·德·莫布雷（Robert de Mowbray）控制的诺森伯兰，到罗杰·比戈德（Roger Bigod）控制的诺福克，还有什鲁斯伯里的巨头蒙哥马利的罗杰。叛乱者设想的策略是罗贝尔从诺曼底投入一支入侵力量，与此同时厄德和叛乱的贵族在英格兰开始战斗。

## 1088年叛乱
随着1088年春天的到来，贵族们开始劫掠国王的土地和支持者的作战。然后他们整备自己的城堡，加强防御并贮存储备物资，并等待国王的反应。如果因为一些原因没有回应出现，他们确信能通过劫掠附近地区，轻易的使王国陷入领地混乱，一种国王最终必须处理的局面。
鲁夫斯的回应是三方面的。首先他分化他的敌人，允诺站在他这一边的贵族将会得到他们想要的金钱和土地。第二他呼吁英国人作为一个整体，许诺给他们“这片土地上有史以来最好的法律。”这产生了一个积极效果，使得地方守军获得他们所需的支援去和叛乱者战斗。最后，他亲自攻击叛乱者。威廉围攻佩文西城堡六个星期并抓住了叛乱首领厄德。
对于鲁夫斯还有意外的好运，罗贝尔从诺曼底派出的军队在海上遭遇恶劣天气而退回。同时鲁夫斯占领罗切斯特（Rochester）城堡，以及由于罗贝尔的失败传来，叛乱者被迫投降，叛乱结束。
那些保持了对威廉忠诚的贵族主张对叛乱贵族宽大处理。奥尔德里克·维塔利斯记载，国王的演说：
……如果你对这些人（叛乱者）免除你的愤怒，并仁慈的留下他们，或者至少允许他们和平的离开，你会在未来许多的情况下享有他们的友谊和效忠的益处。可能伤害过你的人，以后会作为一名助手遵从你。
厄德，此前英格兰最富有的人，被剥夺了他的财产流放到诺曼底，同时他的兄弟莫尔坦的罗贝尔被允许留在英格兰并保有他的财产。在许诺了土地和金钱之后，蒙哥马利的罗杰离开叛乱者加入了国王一边。鲁夫斯注重实际，保留了那些他需要的贵族并除掉了对他构成威胁的贵族。